# Polyosma verticillata
Polyosma verticillata är en tvåhjärtbladig växtart som beskrevs av Merrill. Polyosma verticillata ingår i släktet Polyosma och familjen Escalloniaceae. Inga underarter finns listade i Catalogue of Life.